# Salicylamid
Salicylamid (łac. salicylamidum) – organiczny związek chemiczny, amid kwasu salicylowego. W roztworach wodnych ma odczyn lekko kwasowy (pH ok. 5). Wykazuje działanie przeciwgorączkowe (antypiretyk), przeciwbólowe (analgetyk) i przeciwzapalne. Hamuje aktywność cyklooksygenazy i uwalnianie prostaglandyn z komórek.